# Eldonia
L'eldonia (gen. Eldonia) è un enigmatico animale estinto, vissuto tra il Cambriano inferiore e l'Ordoviciano superiore (525 – 425 milioni di anni fa). I suoi resti sono stati ritrovati principalmente nei famosi giacimenti di Burgess Shales (Canada) e di Chengjiang (Cina), ma anche in Marocco.

## Descrizione
Questo animale, descritto per la prima volta da Charles Doolittle Walcott nel 1911, possedeva un corpo discoidale con strutture simili a raggi, interpretati da alcuni autori come tentacoli e da altri come canali. All'interno del corpo esisteva una grossa regione ricurva, che nei fossili è di colore molto scuro, interpretata come un intestino. Con un diametro di circa nove centimetri, questo animale era uno dei più grandi organismi del suo ambiente.

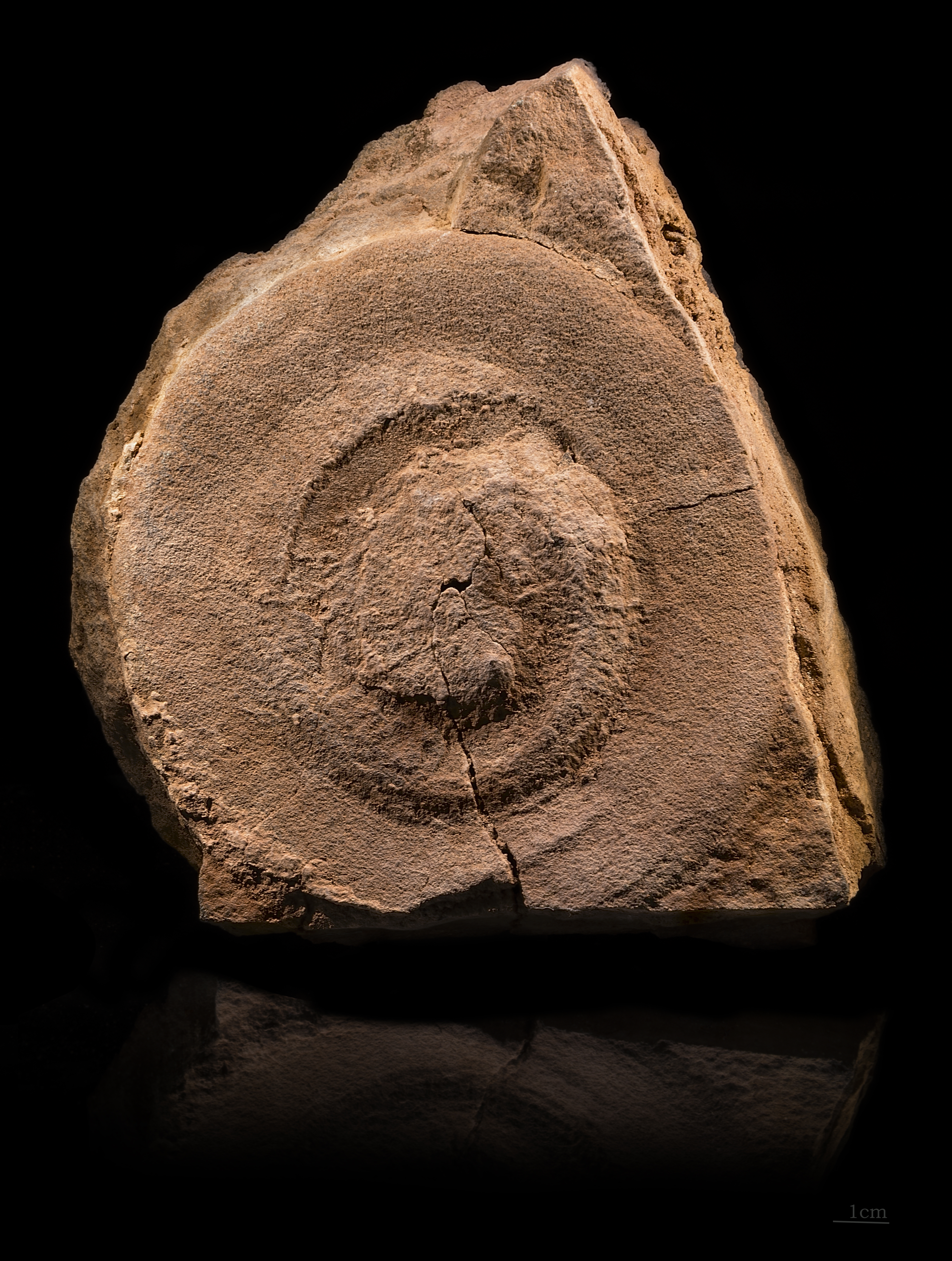
Eldonia berbera
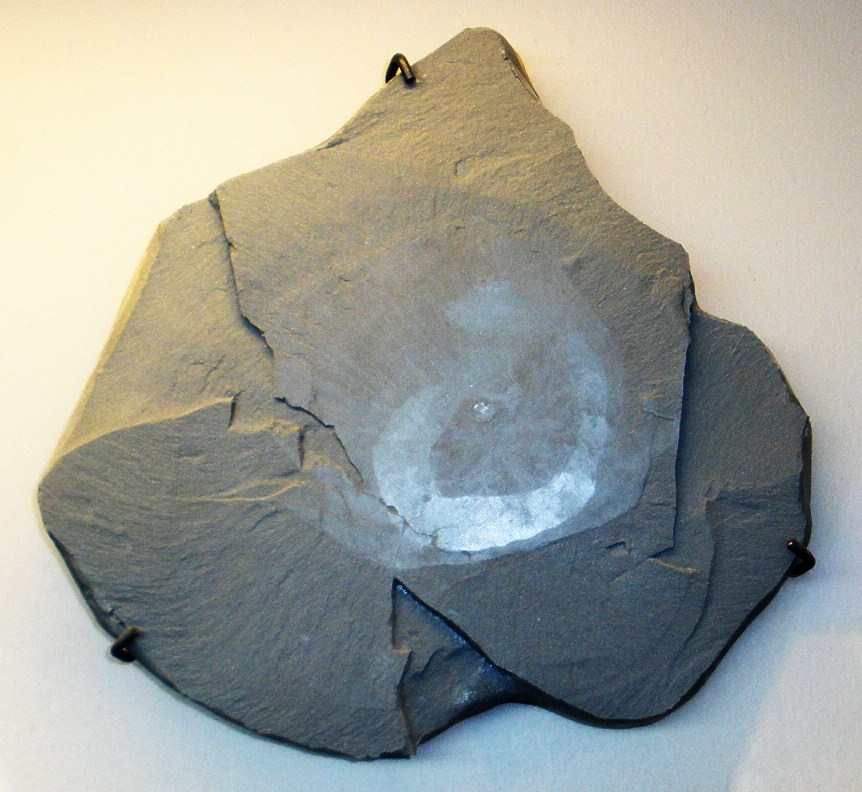
Eldonia ludwigii

## Classificazione misteriosa
Le prime interpretazioni di Eldonia lo vedevano come un rappresentante aberrante degli oloturoidei (Holoturoidea, o cetrioli di mare). Questa ipotesi potrebbe essere corretta, ma attualmente Eldonia è considerato un lofoforato (il superphylum Lophophorata comprende organismi come i brachiopodi, i briozoi, gli entoprotti e i foronidei). La specie Eldonia ludwigi è nota nel giacimento di Burgess Shales, mentre nella fauna di Chengjiang è presente Eldonia eumorpha. Quest'ultima specie fu descritta originariamente come Stellostomites eumorphus e classificata come una medusa, a causa del corpo discoidale e delle strutture radiali. Successivamente questi resti sono stati riconosciuti come appartenenti al genere Eldonia, ma alcuni scienziati ritengono che vi siano abbastanza caratteristiche diverse rispetto alla forma canadese da poter giustificare l'inserimento in un genere a parte.
Un'altra specie di questo organismo, nota come Eldonia berbera, è stata descritta da Anna Alessandrello e Giacomo Bracchi sulla base di resti fossili provenienti dall'Ordoviciano del Marocco; questi resti rappresentano il più recente caso di fossilizzazione di tipo ediacarano. La descrizione, avvenuta nel 2010, di un organismo noto come Herpetogaster, ha condotto alcuni studiosi a ipotizzare che questo animale, insieme a Eldonia e a forme simili come Rotadiscus e Phlogites, fosse un rappresentante primitivo dei deuterostomi.

## Stile di vita
Non solo le affinità di Eldonia sono misteriose, ma anche il suo stile di vita: alcuni studiosi, a causa del corpo medusoide dell'animale, ritengono che fosse un organismo pelagico, mentre altri suppongono che Eldonia fosse un animale bentico, che viveva passivamente sul fondale marino.